# Gottbegnadeten-Liste
De Gottbegnadeten-Liste (‘lijst van door God begenadigden’) was een lijst die in 1944, in het eindstadium van de Tweede Wereldoorlog, door het Duitse Reichsministerium für Volksaufklärung und Propaganda, Joseph Goebbels (die aan het hoofd van dat ministerie stond) en Adolf Hitler werd samengesteld. De lijst telde 36 bladzijden en noemde de namen van 1.041 kunstenaars die voor het naziregime van groot belang werden geacht. Het betrof onder andere schrijvers, componisten, dirigenten, musici, zangers, acteurs, kunstschilders en architecten.
Op een aparte lijst, de ‘Sonderliste der Unersetzlichen Künstler’ (‘bijzondere lijst van onvervangbare kunstenaars’) stonden nog eens apart de 25 mensen genoemd die de nazileiders als de allerbelangrijkste kunstenaars van het Derde Rijk beschouwden.
De kunstenaars op de Gottbegnadeten-Liste waren vrijgesteld van dienst in het leger of de Volkssturm. Wel moesten ze zich inzetten voor de nationaalsocialistische staat, bijvoorbeeld door te spelen in Goebbels’ propagandafilms of op te treden voor de troepen. De kunstenaars op de Sonderliste werden beschouwd als ‘waardevol nationaal kapitaal’ en waren zelfs daarvan vrijgesteld.
Op de Gottbegnadeten-Liste stonden twee niet-Duitsers: de Nederlandse acteur en operettezanger Johannes Heesters en de Deense operazanger Helge Rosvaenge.

## Achtergrond
Al sinds 1933, het jaar dat de nazi’s aan de macht kwamen, bestonden er lijsten van gewenste en ongewenste kunstenaars. Na het uitbreken van de Tweede Wereldoorlog in 1939 konden in principe ook mannelijke kunstenaars bij de Wehrmacht worden ingelijfd. Toen al legden Goebbels en Hitler lijsten van ‘unabkömmliche Kulturschaffende’ (‘onmisbare cultuurscheppers’) aan, die niet voor de krijgsdienst mochten worden opgeroepen. Zij kregen een ‘UK-Stellung’ (UK staat voor ‘unabkömmlich’). In plaats van voor de krijgsdienst werden zij ingezet voor de nationaalsocialistische propaganda. Acteurs traden op in Goebbels’ films, musici traden op voor de troepen, schrijvers schreven in de geest van de nazi-ideologie en lazen voor de troepen voor uit eigen werk. Deze diensten aan de nationaalsocialistische staat verschilden overigens in niets van wat verwacht werd van kunstenaars die niet voor de krijgsdienst opgeroepen konden worden (zoals vrouwen).
Het lot van de zangeres Lale Andersen laat zien wat er kon gebeuren met kunstenaars die niet meewerkten. In 1942 weigerde zij deel te nemen aan een rondleiding door het Getto van Warschau. Bovendien bleek dat ze een correspondentie onderhield met gevluchte joodse Duitsers in Zwitserland. Ze werd uit de Reichskulturkammer gezet en haar liedjes mochten niet meer uitgezonden worden op de Duitse radio. Ze mocht nog maar beperkt optreden, in elk geval niet meer voor soldaten, en haar bekendste lied, Lili Marleen (waaraan Goebbels persoonlijk een hekel had) mocht ze niet meer zingen. Eigenlijk stond ze op de nominatie om naar een concentratiekamp te worden afgevoerd, maar toen de BBC daarvan lucht had gekregen en dit als feit bracht, zag Goebbels zijn kans schoon om de BBC weer eens van leugens te betichten. Het kamp bleef Andersen bespaard.
In 1941 stelden majoor Ernst Lothar von Knorr en generaal Eduard Wagner een lijst van 360 musici op, die de persoonlijke goedkeuring van Hitler verwierf. Er waren meer van dit soort initiatieven.
Langzaam maar zeker tekende zich de nederlaag van het Derde Rijk af. Ook het uitroepen van de totale oorlog door Goebbels in 1943 bracht daarin geen verandering. Wel werden steeds meer mannen, ook kunstenaars, bij de oorlogvoering ingeschakeld. Soms moesten ze naar het front, vaak werden ze ingelijfd bij de Volkssturm. Het lidmaatschap van de Reichskulturkammer bood daartegen geen bescherming. Het leven in Duitsland kwam ook steeds meer in het teken van de oorlog te staan. Zo gingen op 1 september 1944 alle schouwburgen dicht.
De Gottbegnadeten-Liste werd in augustus 1944 opgesteld, mede met het doel kunstenaars vrij te stellen van krijgsdienst. In eerste instantie ging het om acteurs, scenarioschrijvers en filmregisseurs die Goebbels niet wilde missen voor zijn propagandafilms. Hitler voegde daar schrijvers, componisten, musici en beeldende kunstenaars aan toe en stelde zelf een ‘bijzondere lijst van onvervangbare kunstenaars’ op, die ook waren vrijgesteld van werk in dienst van de nazipropaganda. Alle uitverkorenen ontvingen een mededeling dat ze op de lijst waren geplaatst, die ze als bewijsstuk konden overleggen als ze toch voor de krijgsdienst werden opgeroepen.
Op 30 november 1944 liet het Reichsministerium für Volksaufklärung und Propaganda weten dat ook mannen op de Gottbegnadeten-Liste voortaan mochten worden opgeroepen voor de Volkssturm. Een enkeling op de lijst, zoals de pianist Wilhelm Kempff, werd inderdaad bij de Volkssturm ingelijfd.

## De ‘Sonderliste der Unersetzlichen Künstler’
De ‘Sonderliste’ bestaat in feite uit drie lijsten plus een potloodaantekening.

### De belangrijkste beeldende kunstenaars

#### Beeldhouwers
- Arno Breker (1900–1991)
- Fritz Klimsch (1870–1960)
- Georg Kolbe (1877–1947)
- Josef Thorak (1889–1952)

#### Kunstschilders
- Hermann Gradl (1883–1964)
- Arthur Kampf (1864–1950)
- Willy Kriegel (1901–1966)
- Werner Peiner (1897–1984)

#### Architecten
- Leonhard Gall (1884–1952)
- Hermann Giesler (1898–1987)
- Wilhelm Kreis (1873–1955)
- Paul Schultze-Naumburg (1869–1949)

### De belangrijkste schrijvers
- Hans Carossa (1878–1956)
- Gerhart Hauptmann (1862–1946)
- Hanns Johst (1890–1978)
- Erwin Guido Kolbenheyer (1878–1962)
- Agnes Miegel (1879–1964)
- Ina Seidel (1885–1974)

### De belangrijkste musici
- Hans Pfitzner (1869–1949)
- Richard Strauss (1864–1949)
- Wilhelm Furtwängler (1886–1954)

### Met potlood toegevoegd
Met potlood waren vier acteurs aan de lijst toegevoegd:
- Otto Falckenberg (1873–1947)
- Friedrich Kayßler (1874–1945)
- Hermine Körner (1878–1960)
- Hedwig Bleibtreu (1868–1958)

## Andere ‘Gottbegnadete’

### Schrijvers
- Hans Friedrich Blunck (1888–1961)
- Bruno Brehm (1892-1974)
- Hermann Burte (1879–1960)
- Friedrich Griese (1890–1975)
- Gustav Frenssen (1863–1945)
- Hans Grimm (1875–1959)
- Max Halbe (1865–1944)
- Heinrich Lilienfein (1879–1952)
- Börries Freiherr von Münchhausen (1874–1945)
- Wilhelm Schäfer (1868–1952)
- Wilhelm von Scholz (1874–1969)
- Emil Strauß (1866–1960)
- Lulu von Strauß und Torney (1873–1956)
- Helene Voigt-Diederichs (1865–1961)
- Josef Weinheber (1892–1945)
- Heinrich Zillich (1898–1988)

### Componisten
- Johann Nepomuk David (1895–1977)
- Werner Egk (1901–1983)
- Gerhard Frommel (1906–1984)
- Harald Genzmer (1909–2007)
- Ottmar Gerster (1897–1969)
- Kurt Hessenberg (1908–1994)
- Paul Höffer (1895–1949)
- Karl Höller (1907–1987)
- Mark Lothar (1902–1985)
- Joseph Marx (1882–1964)
- Gottfried Müller (1914–1993)
- Carl Orff (1895–1982)
- Ernst Pepping (1901–1981)
- Max Trapp (1887–1971)
- Fried Walter (1907–1996)
- Hermann Zilcher (1881–1948)

### Dirigenten
- Hermann Abendroth (1883–1956)
- Karl Böhm (1894–1981)
- Karl Elmendorff (1891–1962)
- Robert Heger (1886–1978)
- Eugen Jochum (1902–1987)
- Oswald Kabasta (1896–1946)
- Herbert von Karajan (1908–1989)
- Hans Knappertsbusch (1888–1965)
- Joseph Keilberth (1908–1968)
- Rudolf Krasselt (1879–1954)
- Clemens Krauss (1893–1954)
- Hans Schmidt-Isserstedt (1900–1973)
- Paul Schmitz (1898–1992)
- Johannes Schüler (1894–1966)
- Carl Schuricht (1880–1967)

### Musici
- Ludwig Hoelscher (1907–1996), cellist
- Elly Ney (1882–1968), pianiste
- Walter Morse Rummel (1887–1953), pianist
- Günther Ramin (1898–1956), organist, koordirigent
- Walter Gieseking (1895–1956), pianist
- Wilhelm Kempff (1895-1991), pianist
- Wilhelm Stross (1907–1966), violist
- Gerhard Taschner (1922–1976), violist
- Hans Beltz (1897–1977), pianist,muziekpedagoog

### Acteurs en zangers
- Peter Anders (1908-1954), opera- en concertzanger
- Jürgen Fehling (1885–1968), regisseur en acteur
- Elisabeth Flickenschildt (1905–1977), actrice
- Heinrich George (1893–1946), acteur
- Josef Greindl (1912–1993), operazanger
- Gustaf Gründgens (1899–1963), acteur, regisseur en theaterdirecteur
- Marianne Hoppe (1909–2002), actrice
- Werner Krauß (1884–1959), acteur
- Eugen Klöpfer (1886–1950), acteur
- Helge Rosvaenge (1897–1972), operazanger
- Karl-Heinz Stroux (1908–1985), acteur en regisseur
- Heinrich Schlusnus (1888–1952), opera- en concertzanger
- Wilhelm Strienz (1900–1987), opera- en concertzanger
- Paula Wessely (1907–2000), actrice

### Beeldende kunstenaars
- Claus Bergen (1885–1964), kunstschilder en illustrator
- Ludwig Dettmann (1865–1944), kunstschilder
- Kurt Edzard (1890–1972), beeldhouwer
- Fritz von Graevenitz (1892–1959), beeldhouwer en kunstschilder
- Clemens Klotz (1886–1969), architect
- Fritz Mackensen (1866–1953), kunstschilder
- Ernst Neufert (1900–1986), architect
- Bruno Paul (1874–1968), architect
- Richard Scheibe (1879–1964), beeldhouwer
- Franz Stassen (1869–1949), kunstschilder en illustrator
- Joseph Wackerle (1880–1959), beeldhouwer
- Hermann Kaspar (1904-1986), plafondschilder, tapijtmaker
- Adolf Wamper (1901-1977), beeldhouwer
- Willy Meller (1887-1974), beeldhouwer
- Hermann Scheuerstuhl (1894-1982), beeldhouwer
- Richard Klein (1890–1967), kunstschilder, beeldhouwer, graficus, postzegelontwerper en medailleur
- Alfred Mahlau (1894–1967), kunstschilder, illustrator en postzegelontwerper
- Erwin Puchinger (1876-1944), kunstschilder

### Orkesten
- de Berliner Philharmoniker
- de Wiener Philharmoniker
- de Staatskapelle Berlin,
- het Bayerisches Staatsorchester
- de Staatskapelle Dresden
- het Gewandhausorchester
- het Bruckner Orchester Linz
- het Prager Philharmonisches Orchester (dit orkest was min of meer de voorloper van de Bamberger Symphoniker)
- het Philharmonisches Staatsorchester Hamburg

## Acteurs op de filmlijst van Goebbels
Op deze lijst stonden 280 acteurs, 227 actrices, 78 scenarioschrijvers, 18 scenarioschrijfsters en 35 filmregisseurs, onder wie:
- Wolf Albach-Retty (1906–1967)
- Hans Albers (1891–1960)
- Karl Dannemann (1896–1945)
- O.W. Fischer (1915–2004)
- Willy Fritsch (1901–1973)
- Otto Gebühr (1877–1954)
- Johannes Heesters (1903–2011)
- Hans Holt (1909–2001)
- Attila Hörbiger (1896–1987)
- Paul Hörbiger (1894–1981)
- Viktor de Kowa (1904–1973)
- Ferdinand Marian (1902–1946)
- Karl Platen (1877-1952)
- Harry Piel (1892–1963)
- Heinz Rühmann (1902–1994)
- Heinrich Schroth (1871–1945)

## Activiteiten na 1945
De meesten van hen bleven na de oorlog als kunstenaar werkzaam. Zowat een kwart kreeg na de Tweede Wereldoorlog opdrachten van de overheid, kerk, bankwezen en bedrijfsleven voor monumentale kunstwerken in de publieke of semipublieke ruimte. Daarbij was er geregeld sprake van vriendjespolitiek: gottbegnadete architecten bemiddelden bij de keuze van de gottbegnadete beeldhouwer voor de bouwsculptuur; gottbegnadete zaten in jury's die de opdrachten voor monumentale sculpturen toewezen.
Hermann Kaspar had naam gemaakt met zijn mozaïeken voor de Neue Reichskanzlei en het Haus der Deutschen Kunst; hij zette na de oorlog zijn carrière voort als monumentaal plafondschilder en ontwerper van wandtapijten. Zo maakte hij het tapijt Die Frau Musica (1969), een geschenk van Beieren aan de stad Neurenberg. In 1968 protesteerden studenten van de Münchense academie voor beeldende kunst omdat hij sinds 1938 hoogleraar was aan het instituut.
Werner Peiners schilderij Allegorie des Friedens (1954) wijkt stilistisch niet af van Das schwarze Paradies (1936-1937), waarvoor hij zich in 1938 met Hermann en Emmy Göring liet fotograferen. Peiners vredesallegorie hing tot 2007 in de raadszaal van het stadhuis van Hattingen.

## Overzichtstentoonstelling
- Die Liste der 'Gottbegnadeten'. Künstler des Nationalsozialismus in der Bundesrepublik, (27/08/2021-5.12.2021) in het Deutsches Historisches Museum, Unter den Linden 2, Berlijn.[3]

## Galerij

Adolf Wamper met het beeld Herfst (1936-1945)
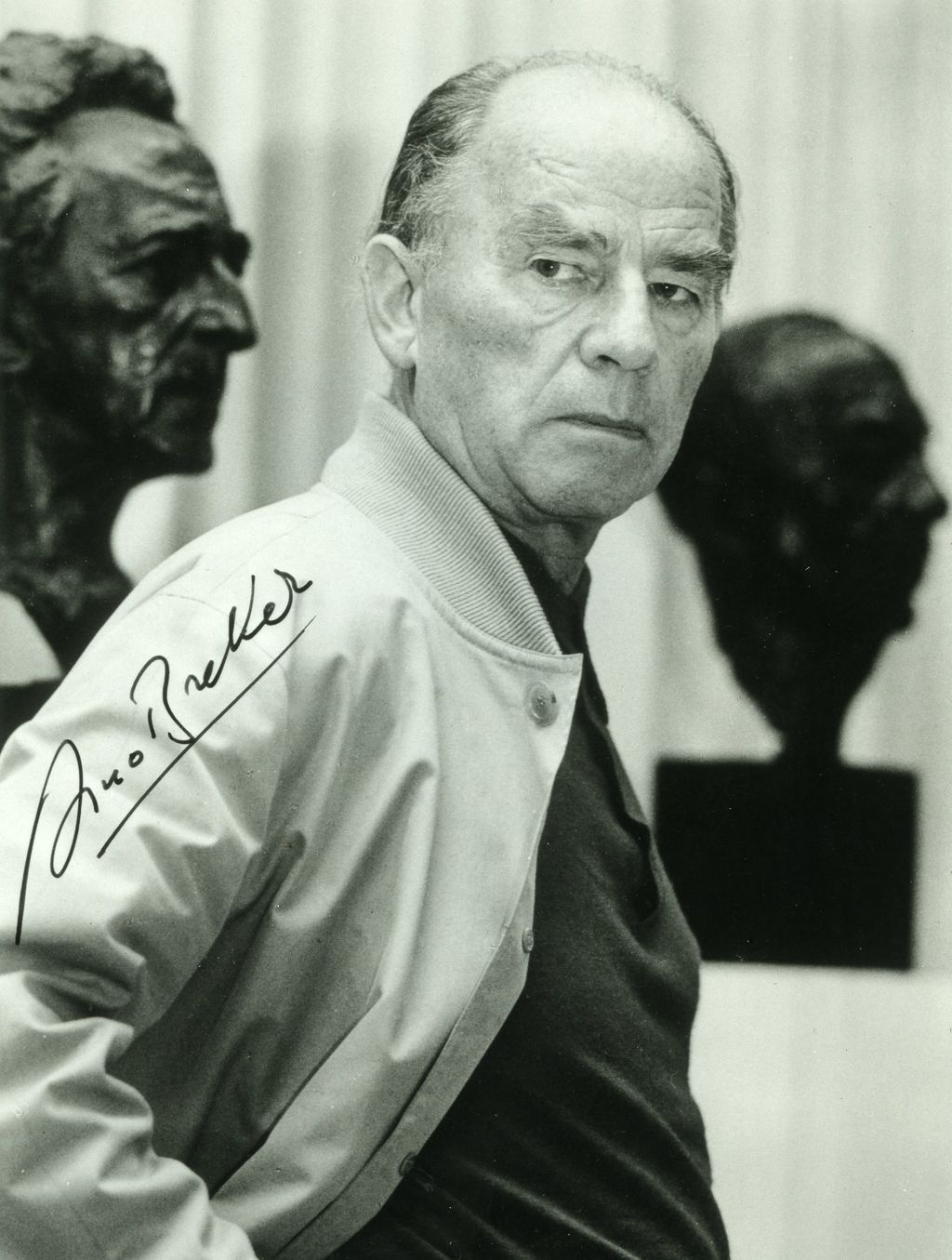
Arno Breker, postkaart met autogram (c. 1970)